# Antoine-François Momoro

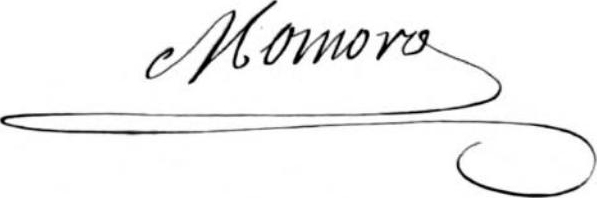
Firma de Antoine-François Momoro.

Antoine-François Momoro (Besanzón, 1756-París, 24 de marzo de 1794) fue un impresor y político de la Revolución francesa, del movimiento hebertista. Murió guillotinado en París en 1794.
Antoine-François Momoro era descendiente de una antigua familia española que se instaló en el Franco Condado. Se instala en París como impresor. Desde 1789 se entusiasma con las ideas revolucionarias y obtiene la concesión para los trabajos tipográficos de la Comuna de París, se hizo llamar, a sí mismo: primer impresor de la libertad.
Fue uno de los miembros más influyentes del club de los Cordeliers, y figura como uno de los líderes más importantes de la jornada del 17 de agosto de 1791 en el Campo de Marte, lo que le costó un arresto. Salió de la cárcel con la aureola de mártir.
Participó, también, en los acontecimientos del 10 de agosto de 1792. Después es nombrado miembro del nuevo directorio del departamento de París, en el que se encargó de organizar los festejos públicos.
En 1791 ideó la divisa de «Libertad, Igualdad y Fraternidad» y propuso a Nicolás Pache inscribirla en todas las fachadas de los edificios públicos, como así se hizo.
Contribuyó a la caída de los girondinos y luchó, con discreción, por el reparto de la riqueza, lo que originó que Robespierre le acusara de partidario de la ley agraria.
Fue uno de los promotores del culto de la Razón. Su mujer, Sophie Fournier, personificó, en una de las fiestas la diosa de la Razón.
Fue guillotinado el 24 de marzo de 1794 con los hebertistas.
- Datos: Q585293
- Multimedia: Antoine-François Momoro / Q585293